# María Vilas Vidal
María Vilas Vidal (Ribeira, 31 maggio 1996) è una nuotatrice spagnola specialista nello stile libero.
Ha vinto una medaglia di bronzo agli Europei di Londra 2016 nella gara dei 1500 m stile libero. Vanta inoltre un secondo posto nei 400 m misti ai Giochi del Mediterraneo di Mersin 2013.

## Palmarès
- Europei

Londra 2016: bronzo nei 1500m sl.
- Giochi del Mediterraneo

Mersin 2013: argento nei 400m misti e nella 4x200m sl.
- Europei giovanili

Belgrado 2011: oro nei 1500m sl.
Anversa 2012: oro negli 800m sl, argento nei 400m misti, bronzo nei 1500m sl e nella 4x200m sl.